# Лиза Макман
Лиза Макман (на английски: Lisa McMann) е американска писателка на бестселъри в жанра паранормален любовен роман и фентъзи.

## Биография и творчество
Лиза Горт Макман е родена на 27 февруари 1968 г. в Холанд, Мичиган, САЩ, в семейството на работник и фризьорка. Има двама по-големи братя и по-малка сестра. От малка иска да бъде писател. Учи в християнска гимназия в Холанд. Завършва колежа „Калвин“ в Гранд Рапидс през 1990 г.
След дипломирането си опитва да пише, но ръкописите ѝ са отхвърлени. Това я обезсърчава и в продължение на 10 години престава да пише. През 2002 г. се връща към мечтата си, започвайки с кратки разкази и два романа, които не са публикувани.
Първият ѝ роман „Бдение“ от поредицата „Опасни сънища“ е издаден през 2008 г. Главната героиня, седемнайсетгодишната Джейни, има способност да влиза в сънищата на другите. Тайната ѝ става опасна, когато вижда себе си в сънищата на човек, който я привлича. Книгата става бестселър и я прави известна. Удостоена е с награда на Международната читателска асоциация и е определена за книга на годината от Американската библиотечна асоциация в раздела юношеска литература.
През 2011 г. е издаден романът ѝ „The Unwanteds“ от едноименната дистопична фентъзи поредица.
Лиза Макман от 2004 г. живее със семейството си в Мейса, в района на Финикс, Аризона.

## Произведения

### Самостоятелни романи
- Cryer's Cross (2011) – издаден и като „The Missing“
- Dead to You (2012)

### Серия „Опасни сънища“ (Wake)
1. Wake (2008)
Бдение, изд.: „Пергамент прес“, София (2011), прев. Валентина Донкова
2. Fade (2009)
Угасване, изд.: „Пергамент прес“, София (2012), прев. Валентина Донкова
3. Gone (2010)
Сбогуване, изд.: „Пергамент прес“, София (2012), прев. Валентина Донкова

### Серия „Нетърсени“ (Unwanteds)
1. The Unwanteds (2011)
2. Island of Silence (2012)
3. Island of Fire (2013)
4. Island of Legends (2014)
5. Island of Shipwrecks (2015)
6. Island of Graves (2015)
7. Island of Dragons (2016)

### Серия „Видения“ (Visions)
1. Crash (2013)
2. Bang (2013)
3. Gasp (2014)

### Участие в общи серии с други писатели

#### Серия „Безкраен звън“ (Infinity Ring)
3. The Trap Door (2013)
от серията има още 7 романа от различни автори